# Chiasmocleis antenori
La rana de hojarasca de Ecuador (Chiasmocleis antenori) es una especie  de anfibio anuro de la familia Microhylidae.
Se encuentra en la región amazónica de Perú, Ecuador y Brasil.